# Marc Meyers
Marc Meyers és un director i escriptor de llargmetratges nord-americà. És conegut sobretot per la seva quarta obra de teatre My Friend Dahmer i l'anterior How He Fell in Love.

## Primers anys
Meyers es va graduar el 1994 al Franklin & Marshall College, on es va especialitzar en anglès i va estudiar a l'estranger a la Universitat d'Oxford.

## Carrera
La seva primera pel·lícula destacada va ser Approaching Union Square. Basat en els seus monòlegs escènics, aquest debut és un collage d'onze contes que capturen els novaiorquesos d'una trentena que lluiten per trobar l'amor i la connexió a la gran ciutat. Entre els personatges elegantment dibuixats les vides dels quals s'entrecreuen breument en un autobús de la ciutat de Nova York hi ha un turista, un immigrant, un addicte al sexe i una dona que acaba de despertar als seus propis poders psíquics i sentit una tragèdia imminent. La pel·lícula es va estrenar internacionalment al Festival Internacional de Cinema de Montreal. Variety va escriure: "La prova del pensament... jugues amb una visió hàbil. Basat en el teu treball de fase 'Love & Sex: Tales From the Trenches', representa una bona targeta de visita per a una veu clara i uniforme en l'angoixa urbana." Es va emetre a Sundance Channel.
Després, Meyers va escriure i dirigir la selecció de crítics del New York Times Harvest, protagonitzada per Robert Loggia, Barbara Barrie, Jack Carpenter, Victoria Clark, Arye Gross, i Peter Friedman. La pel·lícula retrata tres generacions de la família italoamericana Monopoli que es reuneixen un estiu al voltant de la mort del seu patriota, un veterà de la Segona Guerra Mundial. Reunits a la casa familiar i al voltant de la seva bonica ciutat costanera a Madison, Connecticut, anys de ressentiment i traïció a la superfície familiar, i el net, un estudiant universitari, fa la seva part per mantenir-los units, creixent en el procés. . Guanyador del premi a la millor pel·lícula narrativa en diversos festivals de cinema estatunidencss, va tenir una estrena limitada a les sales el 2011. Després es va emetre a Showtime.
El tercer llargmetratge de Meyers, How He Fell in Love, va guanyar al LA Film Fest el 2015. La pel·lícula gira al voltant de Travis, un jove músic en dificultats, que es creua amb Ellen en un casament. És una professora de ioga gran que intenta adoptar un nen amb el seu marit. Travis i Ellen comencen una aventura que s'aprofundeix lentament en alguna cosa més íntima i profunda. Mentre continuen les seves trobades, Ellen s'enfronta al seu matrimoni famolenc, mentre que Travis ha d'enfrontar-se a les conseqüències de les seves accions. Les estrelles de cinema Matt McGorry, Amy Hargreaves, Britne Oldford i Mark Blum. Va ser estrenat als cinemes per Orion Pictures i Monument Releasing l'estiu de 2016.
La quarta pel·lícula de Meyers, My Friend Dahmer, està basada en la novel·la gràfica homònima del 2012 del dibuixant John "Derf" Backderf, que havia estat amic de Jeffrey Dahmer a l'escola secundària als anys 70, just abans que Dahmer comencés la seva carrera. Dahmer és interpretat per Ross Lynch, mentre que Derf és interpretat per Alex Wolff. La pel·lícula es va estrenar al Festival de Cinema de Tribeca de 2017 i es va estrenar en cinemes a la tardor de 2017 a Amèrica del Nord per FilmRise, seguida d'Altitude Films al Regne Unit i altres territoris.

## Filmografia
- 1998: 86 Costumers (direcció, producció i guió)
- 2000: Callous (direcció, producció i guió)
- 2003: Witnessing (direcció)
- 2006: Approching Union Square (direcció, producció, Darsteller i guió)
- 2010: Harvest (direcció, producció i guió)
- 2015: How He Fell in Love (direcció, producció i guió)
- 2017: My Friend Dahmer (direcció, producció i guió)
- 2019: We Summon the Darkness
- 2019: Human Capital
- 2020: All my Life